# Epigloea medioincrassata
Epigloea medioincrassata är en lavart som först beskrevs av Grummann, och fick sitt nu gällande namn av Döbbeler. Epigloea medioincrassata ingår i släktet Epigloea och familjen Epigloeaceae.   Inga underarter finns listade i Catalogue of Life.